# Пекташ, Михри
Михри Иффет Пекташ (тур. Mihri İffet Pektaş; 1895 — 4 июля 1979), также известная как Михри Бекташ (тур. Mihri Bektaş) — турецкий политик и школьная учительница, одна из первых женщин-членов Великого национального собрания Турции, избранная на всеобщих выборах 1935 года.
Михри Иффет родилась в Бурсе, входившей тогда в Османскую империю. В 1916 году она окончила Американскую среднюю школу для девочек Арнавуткей в Стамбуле. После завершения этого обучения она преподавала турецкий язык в том же учебном заведении с 1916 по 1918 год. После 1920 года Михри Иффет начала преподавать английский язык в различных школах Стамбула. Она также работала медсестрой на полставки.
Она была замужем за Хусейном Пекташем, заместителем директора стамбульского колледжа Роберта и переводчиком турецкой делегации на конференции в Лозанне в 1922 и 1923 годах. У Хусейна и Михри было двое детей.

## Политическая карьера
Турецкие женщины получили право голоса на местных выборах 3 апреля 1930 года. Четыре года спустя, 5 декабря 1934 года, они получили полное всеобщее избирательное право, причём раньше, чем в большинстве других стран мира. Михри Пекташ вступила в Республиканскую народную партию (РНП) и была избрана в качестве её члена на парламентских выборах, состоявшихся 8 февраля 1935 года, от провинции Малатья в 5-й парламент Турции. Пекташ входила в числе первых 18 женщин-политиков, членов Великого национального собрания Турции. Ей удалось сохранить своё место в парламенте и в течение следующих двух сроков, последний из которых завершился 5 августа 1946 года.

## Последние годы
После 1946 года Михри Пекташ возобновила свою преподавательскую карьеру, а с 1947 по 1950 год она участвовала в работе Организации Объединённых Наций по вопросам гендерного равенства и расширения прав и возможностей женщин. Она умерла 4 июля 1979 года.